# الرأسمالية المجتمعية
الرأسمالية المجتمعية هي نهجٌ للرأسمالية يُعطي الأولوية لرفاهية المجتمع ككل واستدامته. قد يكون هذا المجتمع منطقةً حضريةً، أو منطقةً، أو بلدًا بأكمله.

## نظرة عامة
في عام 1997، نشرت الجمعية الأمريكية تقريرًا بعنوان "الرأسمالية المجتمعية: إعادة اكتشاف أسواق الأحياء الحضرية الأمريكية" وقد وُزّع على قادة الأعمال، والرئيس كلينتون، وأعضاء الحكومة، وأعضاء الكونغرس، وحكام الولايات، وعموم الناس. في عام 2013، نشر جورج ر. تايلر كتاب "ما الخطأ الذي وقع: كيف استحوذت فئة 1% على الطبقة المتوسطة الأمريكية... وما الذي نجحت فيه الدول الأخرى" وهو كتاب يصف نماذج الرأسمالية المجتمعية (التي يُطلق عليها تايلر اسم الرأسمالية العائلية) التي استخدمتها الدول التي ساعدت مواطنيها على الازدهار، رغم القوى التي فرضتها العولمة. يقارن تايلر تجربة الولايات المتحدة على مدى الثلاثين عامًا الماضية بتجربة أستراليا والدول الكبرى في شمال أوروبا (النمسا وبلجيكا والدنمارك وفرنسا وألمانيا وهولندا والسويد).

## تجربة كالامازو ميشيغان
تتّسم الرأسمالية المجتمعية الاستراتيجية بأنها طويلة المدى للنمو الاقتصادي في كالامازو بولاية ميشيغان. ويعتمد النظام على العمل الخيري المُركّز والمُنظّم والاستثمار التجاري في آنٍ واحد. وتُركّز موارد المجتمع على خمسة مجالات رئيسية: المكان، ورأس المال، والبنية التحتية، والمواهب، والتعليم.
بعد فترة طويلة من تقليص حجم الشركات ونتائج عمليات الاندماج والاستحواذ (أبرزها شركات أبجون/فارماسيا/فايزر، وجنرال موتورز، وفيرست أوف أمريكا/ناشيونال سيتي، وصناعة الورق)، شرعت منطقة كالامازو في تغيير مظهر مركزها التجاري. فقد خططت لأحد صناديق رأس المال الاستثماري المجتمعية الوحيدة في البلاد، حيث أنشأت "صندوق جنوب غرب ميشيغان الأول لعلوم الحياة"، وتجديد مصنع مهجور لختم السيارات بمساحة 200,000 متر مربع، وبناء مُسرِّع لعلوم الحياة بمساحة 5,400 متر مربع، وتبنّي مفهوم المنظمات التي تديرها المواهب، وتمويل برنامج منح كالامازو بروميس الدراسية.
استخدمت مجلة فاست كومباني مصطلح "رأسمالية المجتمع" لإدراج كالامازو في قائمة "أسرع 50" لعام 2007.